# العلاقات السلوفاكية الفرنسية
العلاقات السلوفاكية الفرنسية هي العلاقات الثنائية التي تجمع بين سلوفاكيا وفرنسا.

## مقارنة بين البلدين
هذه مقارنة عامة ومرجعية للدولتين:
| وجه المقارنة                                              | سلوفاكيا                                                       | فرنسا                                                    |
| --------------------------------------------------------- | -------------------------------------------------------------- | -------------------------------------------------------- |
| المساحة (كم2)                                             | 49.03 ألف                                                      | 643.80 ألف                                               |
| عدد السكان (نسمة)                                         | 5.44 مليون                                                     | 67.12 مليون                                              |
| الكثافة السكانية (ن./كم²)                                 | 110.95                                                         | 104.26                                                   |
| العاصمة                                                   | براتيسلافا                                                     | باريس                                                    |
| اللغة الرسمية                                             | اللغة السلوفاكية                                               | لغة فرنسية                                               |
| العملة                                                    | كرونة سلوفاكية، يورو                                           | يورو، فرنك س ف ب، فرنك فرنسي، Livre tournois ‏            |
| الناتج المحلي الإجمالي (بليون دولار)                      | 95.77 مليار                                                    | 2.58 تريليون                                             |
| الناتج المحلي الإجمالي (تعادل القوة الشرائية) بليون دولار | 162.34 مليار                                                   | 2.87 تريليون                                             |
| الناتج المحلي الإجمالي الاسمي للفرد دولار أمريكي          | 16.09 ألف                                                      | 36.20 ألف                                                |
| الناتج المحلي الإجمالي للفرد دولار أمريكي                 | 30.46 ألف                                                      | 39.33 ألف                                                |
| مؤشر التنمية البشرية                                      | 0.844                                                          | 0.888                                                    |
| رمز المكالمات الدولي                                      | +421                                                           | +33                                                      |
| رمز الإنترنت                                              | .sk                                                            | .fr، .bzh ‏، .tf، .re، .wf، .yt، .pm، .paris              |
| المنطقة الزمنية                                           | توقيت وسط أوروبا، ت ع م+01:00، ت ع م+02:00، أوروبا/براتيسلافا ‏ | أوروبا/باريس ‏، توقيت وسط أوروبا، توقيت وسط أوروبا الصيفي |

## مدن متوأمة
في ما يلي قائمة باتفاقيات التوأمة بين مدن سلوفاكية وفرنسية:
- ترتبط بريشوف مع لا كورنوف باتفاقية توأمة منذ 1975.[16][17][16][17]
- ترتبط كوشيتسه مع ليون باتفاقية توأمة.
- ترتبط بانسكا بيستريتسا مع سانت إتيان باتفاقية توأمة منذ 1950.
- ترتبط ترنتشين مع Cran-Gevrier [الإنجليزية]‏ باتفاقية توأمة.
- ترتبط زفولن مع غرانفيل باتفاقية توأمة.
- ترتبط Klenovec [الإنجليزية]‏ مع Villeneuve-sur-Yonne [الإنجليزية]‏ باتفاقية توأمة.[18][19]
- ترتبط فرابلي مع Andouillé [الإنجليزية]‏ باتفاقية توأمة.
- ترتبط جيلينا مع نانتير باتفاقية توأمة منذ 2013.
- ترتبط برديوف مع كاليه باتفاقية توأمة منذ 9 مارس 2003.[20][21]
- ترتبط كيسوتسكى نوفى ميستو مع Rive-de-Gier [الإنجليزية]‏ باتفاقية توأمة.
- ترتبط سبيشسكا نوفا فيس مع ليجل باتفاقية توأمة منذ 2000.

## منظمات دولية مشتركة
يشترك البلدان في عضوية مجموعة من المنظمات الدولية، منها:
| علم المنظمة | اسم المنظمة                               | تاريخ انضمام سلوفاكيا | تاريخ انضمام فرنسا |
| ----------- | ----------------------------------------- | --------------------- | ------------------ |
|             | الاتحاد الأوروبي                          | 1 مايو 2004           | 25 مارس 1957       |
|             | وكالة ضمان الاستثمار متعدد الأطراف        | 1993                  | 28 ديسمبر 1989     |
|             | منظمة التعاون الاقتصادي والتنمية          | ?                     | 7 أغسطس 1961       |
|             | الأمم المتحدة                             | 19 يناير 1993         | 24 أكتوبر 1945     |
|             | الوكالة الدولية للطاقة                    | ?                     | ?                  |
|             | الفريق المعني برصد الأرض                  | ?                     | ?                  |
|             | مركز تنسيق الحركة في أوروبا ‏              | ?                     | ?                  |
|             | منظمة حظر الأسلحة الكيميائية              | ?                     | ?                  |
|             | منظمة التجارة العالمية                    | ?                     | 1995               |
|             | منظمة الشرطة الجنائية الدولية             | ?                     | ?                  |
|             | منظمة الأمن والتعاون في أوروبا            | 1993                  | 25 يونيو 1973      |
|             | مؤسسة التنمية الدولية                     | 1993                  | 30 ديسمبر 1960     |
|             | حلف شمال الأطلسي                          | 29 مارس 2004          | 4 أبريل 1949       |
|             | يونسكو                                    | 9 فبراير 1993         | 4 نوفمبر 1946      |
|             | الاتحاد البريدي العالمي                   | ?                     | ?                  |
|             | البنك الدولي للإنشاء والتعمير             | 1993                  | 27 ديسمبر 1945     |
|             | اتفاقية السماوات المفتوحة                 | ?                     | ?                  |
|             | الاتحاد الدولي للاتصالات                  | 23 فبراير 1993        | 1866               |
|             | مؤسسة التمويل الدولية                     | 1993                  | 20 يوليو 1956      |
|             | المنظمة الأوروبية لسلامة الملاحة الجوية   | 1997                  | 1960               |
|             | المركز الدولي لتسوية المنازعات الاستشارية | 26 يونيو 1994         | 20 سبتمبر 1967     |
|             | مجموعة أستراليا                           | 1994                  | 1985               |
|             | مجموعة الموردين النوويين                  | ?                     | ?                  |

## أعلام
هذه قائمة لبعض الشخصيات التي تربطها علاقات بالبلدين:
- أنكي بلال (7 أكتوبر 1951[30][31][32] – )
- فرنسوا ساغات (5 يونيو 1979[33][34] – )

## وصلات خارجية
- موقع وزارة الخارجية السلوفاكية
- موقع وزارة الخارجية الفرنسية